# Cossourado (Paredes de Coura)

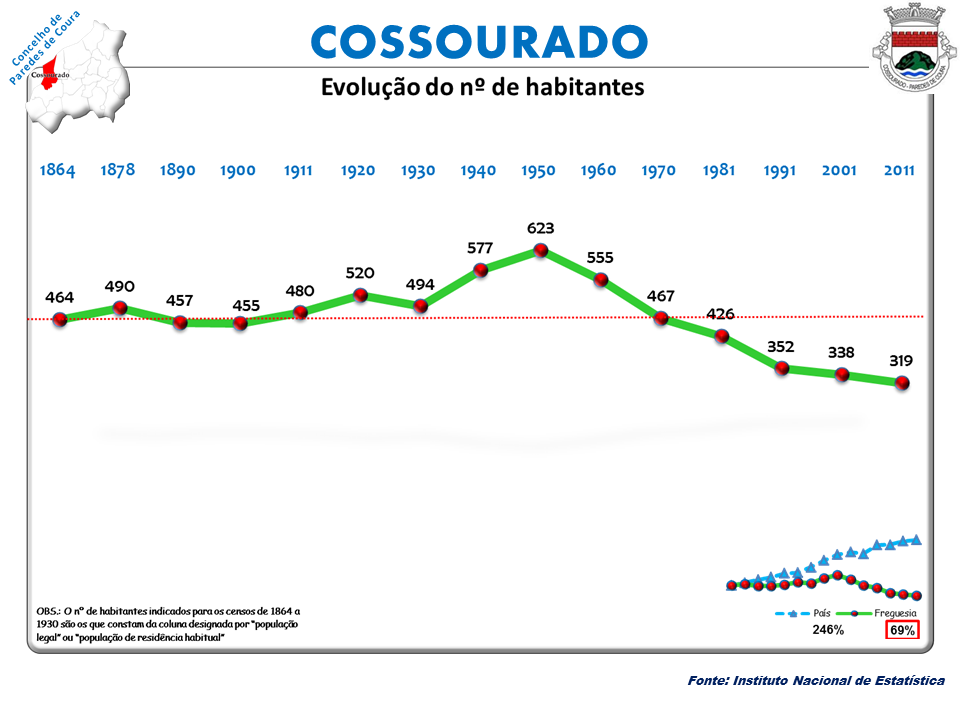
Bevolkingsontwikkeling tussen 1864 en 2011

Cossourado is een plaats (freguesia) in de Portugese gemeente Paredes de Coura en telt 338 inwoners (2001).

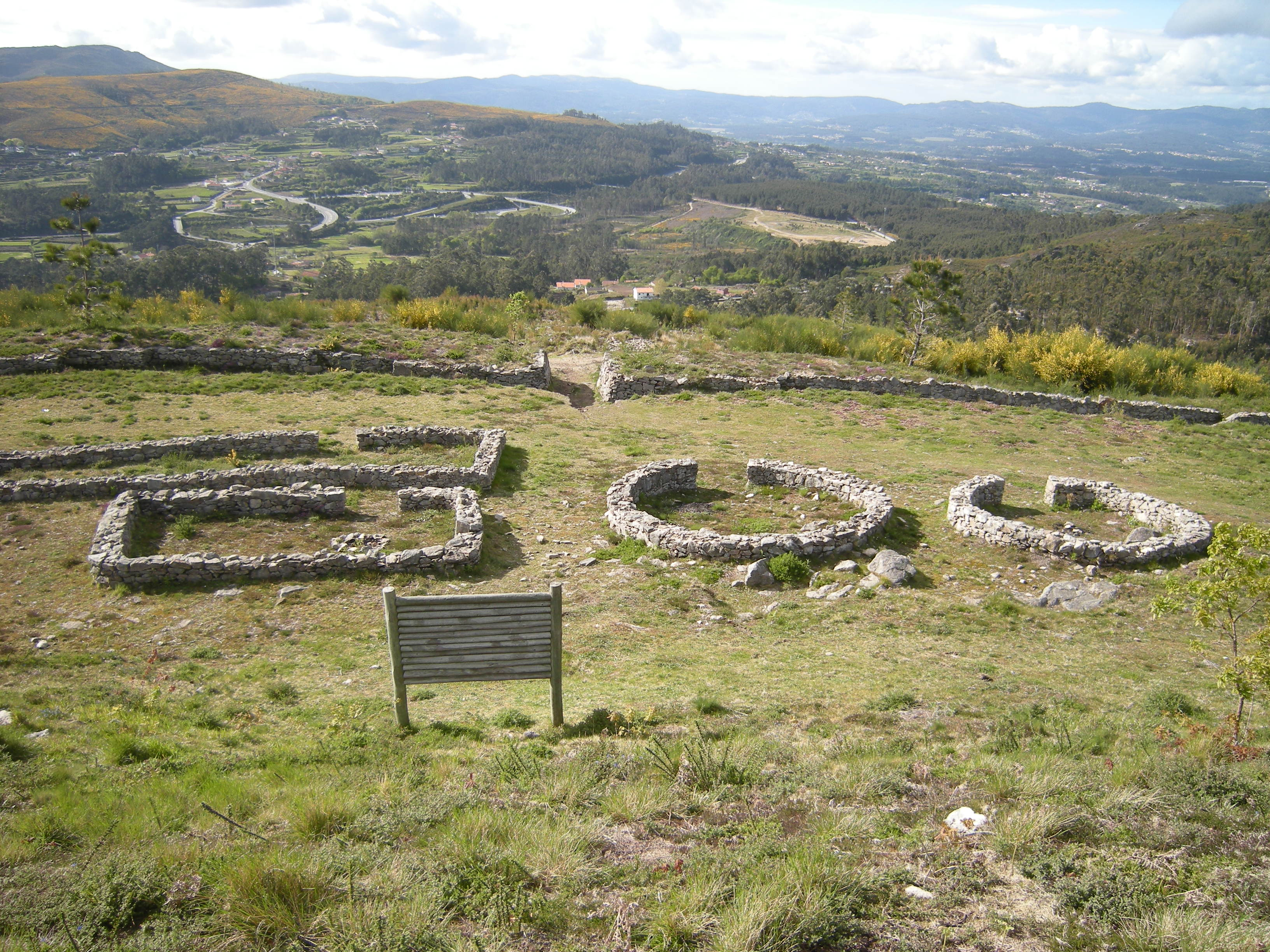
Ruïnes van het fort van Cossourado
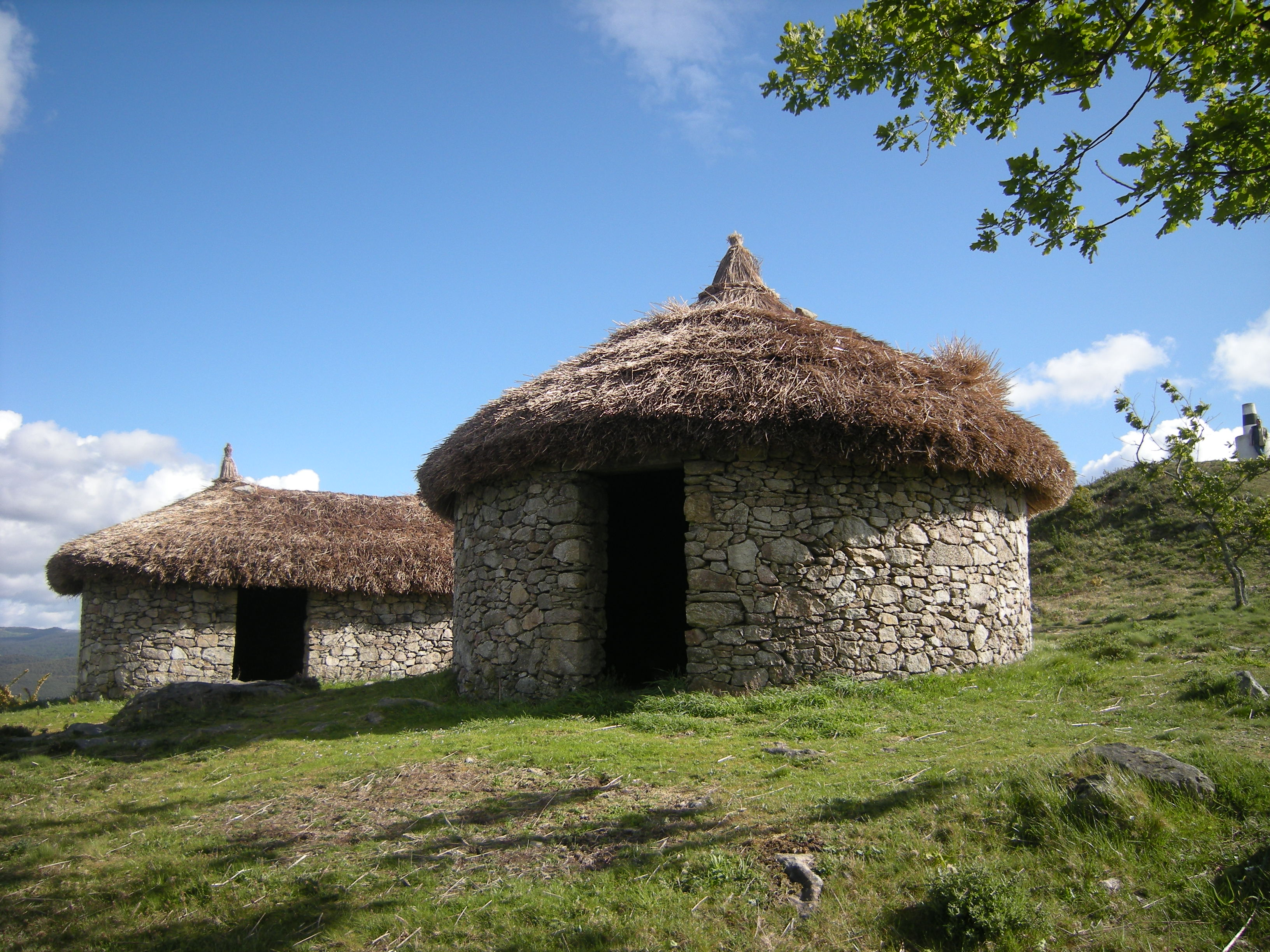